# Richard Neumayer GmbH
Die Richard Neumayer GmbH (vormals: Richard Neumayer Gesellschaft für Umformtechnik) ist ein mittelständischer Zulieferer im Bereich der Massivumformung und Zerspanung. Das Unternehmen hat seinen Sitz in Hausach im Schwarzwald.

## Geschichte
1867 erfolgte die Gründung als Hammerwerk Neumayer und Zoppi in der Schweiz. 1880/81 folgte ein Umzug nach Gutach im Schwarzwald und die Fertigung der ersten Gesenkschmiedeteile.
1938 begann das Unternehmen mit der Produktion von Drehteilen. 1953 kam es zur Verlegung des Unternehmens in den Nachbarort Hausach.
1975 erfolgte eine Modernisierung und Qualifizierung des Betriebs unter Albert Neumayer.
Die Hammerfertigung wurde 1999 eingestellt.
Im Jahr 2000 erfolgte die Inbetriebnahme der ersten vollautomatischen Pressenlinie mit einer Presskraft von 31.500 kN.
2008 entstand ein Neubau mit Erweiterung im Versand, Logistikbereich und Sozialtrakt.
2013 folgte ein weiterer Neubau im Lager für Umformwerkzeuge in Verbindung mit der Optimierung der Logistikabläufe.
2014/15 entstand ein Neubau für die Erweiterung für die mechanische Bearbeitung.
2015 war die Inbetriebnahme einer vollautomatischen Presslinie mit einer Presskraft von 20.500 kN und die Erweiterung der Fertigungstiefe durch diverse Bearbeitungszentren.
Im September 2023 schloss das Unternehmen erstmals einen Tarifvertrag mit der IG Metall ab. Auslöser war die Streichung des Weihnachtszuschusses 2022. Neumayer ging zunächst nicht auf die Forderungen seiner Mitarbeiter ein und versuchte Union Busting. Der Anteil von IG-Metall-Mitgliedern stieg dennoch von Januar bis März 2023 von 12 % auf über 50 %. Etwa 300 der 420 Mitarbeiter streikten regelmäßig, zusätzlich beteiligten sich auch Mitarbeiter von Kundenbetrieben. Nach mehreren gescheiterten Verhandlungen konnte im September 2023 schließlich der erste Tarifvertrag unterzeichnet werden, der unter anderem eine starke Lohnsteigerung bewirkte.

## Produkte
- Motorkomponenten
- Zahnräder
- Bremshebel
- Getriebekomponenten
- Produkte für den allgemeinen Maschinenbau
- Fahrwerkskomponenten
- Produkte für die Armaturenindustrie

## Klimaschutz
Ein besonderes Anliegen ist dem Unternehmen der Klimaschutz. Neumayer strebt eine CO2-neutrale Produktion an und konnte in den letzten Jahren den CO2-Ausstoß um 90 % reduzieren.
Um dies zu ermöglichen, wird seit 2021 mit 100 % Ökostrom gearbeitet und seit 2022 konsequent in den Ausbau erneuerbarer Energien investiert. Dazu wurden zunächst die eigenen Firmendächer komplett mit Photovoltaikanlagen bestückt. Im darauffolgenden Jahr 2023, konnte ein Direktliefervertrag mit dem Betreiber eines bayrischen eines Photovoltaikparks abgeschlossen werden, was dem Unternehmen zusätzliche sieben Megawatt erneuerbare Energie liefert. An sonnigen Tagen gelingt es dem Unternehmen nun, alleine durch die Kraft der Sonne zu produzieren. Darüber hinaus besitzt die Firma Richard Neumayer in ein eigenes Windrad in Brandenburg, das seit Sommer 2023 ebenfalls erneuerbaren Strom liefert.
Neben dem Investieren in erneuerbare Energien, wurden auch Prozessabläufe im Unternehmen optimiert. Durch ein spezielles Verfahren in der Wärmebehandlung kann ein kompletter Fertigungsschritt eingespart werden. Durch die kontrollierte Abkühlung aus der Schmiedewärme anstatt einer zusätzlichen Wärmebehandlung spart das Unternehmen 95 % Erdgas ein.

## Belege
1. ↑  Die Richard Neumayer GmbH stellt sich der Herausforderung des Klimawandels, Pressebox, 14. Februar 2023
2. ↑  Jahresabschluss zum Geschäftsjahr vom 01.01.2021 bis zum 31.12.2021
3. ↑  Charlotte Reinhard: Richard Neumayer in Hausach: So sieht der Tarifvertrag aus. In: Schwarzwälder Bote. 29. September 2023, abgerufen am 14. Januar 2024.
4. ↑  Bald Tarifbindung bei Neumayer in Hausach. In: Baden online. 28. September 2023, abgerufen am 14. Januar 2024.
5. 1 2  IG Metall: metall (Magazin), Jahrgang 76, 01/2024, Regionalausgabe Baden-Württemberg.
6. ↑  Neumayer-Mitarbeiter streiken für mehr Lohn. Auf: baden-online.de vom

22. Juni 2023.
7. ↑  Warum beim Hausacher Unternehmen weitere Streiks drohen. Auf: schwarzwaelder-bote.de vom 2. August 2023.
8. ↑  Redaktion Wirtschaftsforum.de: Für das Klima: Alle Hebel in Bewegung. Abgerufen am 20. Februar 2024 (deutsch).
9. ↑  BDO foresight 3 | 2023. 13. November 2023, abgerufen am 20. Februar 2024 (deutsch).
10. ↑  BDO foresight 3 | 2023. 13. November 2023, abgerufen am 20. Februar 2024 (deutsch).